# Partido di La Costa
Il partido di La Costa è un dipartimento (partido) dell'Argentina facente parte della Provincia di Buenos Aires. 

## Capoluogo
Il capoluogo del Partido di La Costa è Mar del Tuyú mentre i comuni più antichi sono San Clemente del Tuyú e Mar de Ajó entrambi costituiti nel 1935.